# Ataun
Ataun (baskisch und offiziell; spanisch Atáun) ist eine Gemeinde (Municipio) in der Provinz Gipuzkoa im spanischen Baskenland. Sie hat 1.717 Einwohner (Stand: 2024). Die Gemeinde besteht aus den Kirchspielen San Martin, San Gregorio und Aia. 

## Geografie
Ataun liegt etwa 55 Kilometer südöstlich von Bilbao und 45 Kilometer südsüdwestlich von der Provinzhauptstadt Donostia-San Sebastián in einer Höhe von ca. 230 m.

## Bevölkerungsentwicklung
| 1900 | 1950 | 1970 | 1981 | 1991 | 2001 | 2011 | 2021 |
| ---- | ---- | ---- | ---- | ---- | ---- | ---- | ---- |
| 2663 | 2535 | 2307 | 1959 | 1739 | 1551 | 1669 | 1697 |

## Sehenswürdigkeiten
- Isabellenkirche in Aia
- Gregoriuskirche
- Martinskirche
- Rathaus

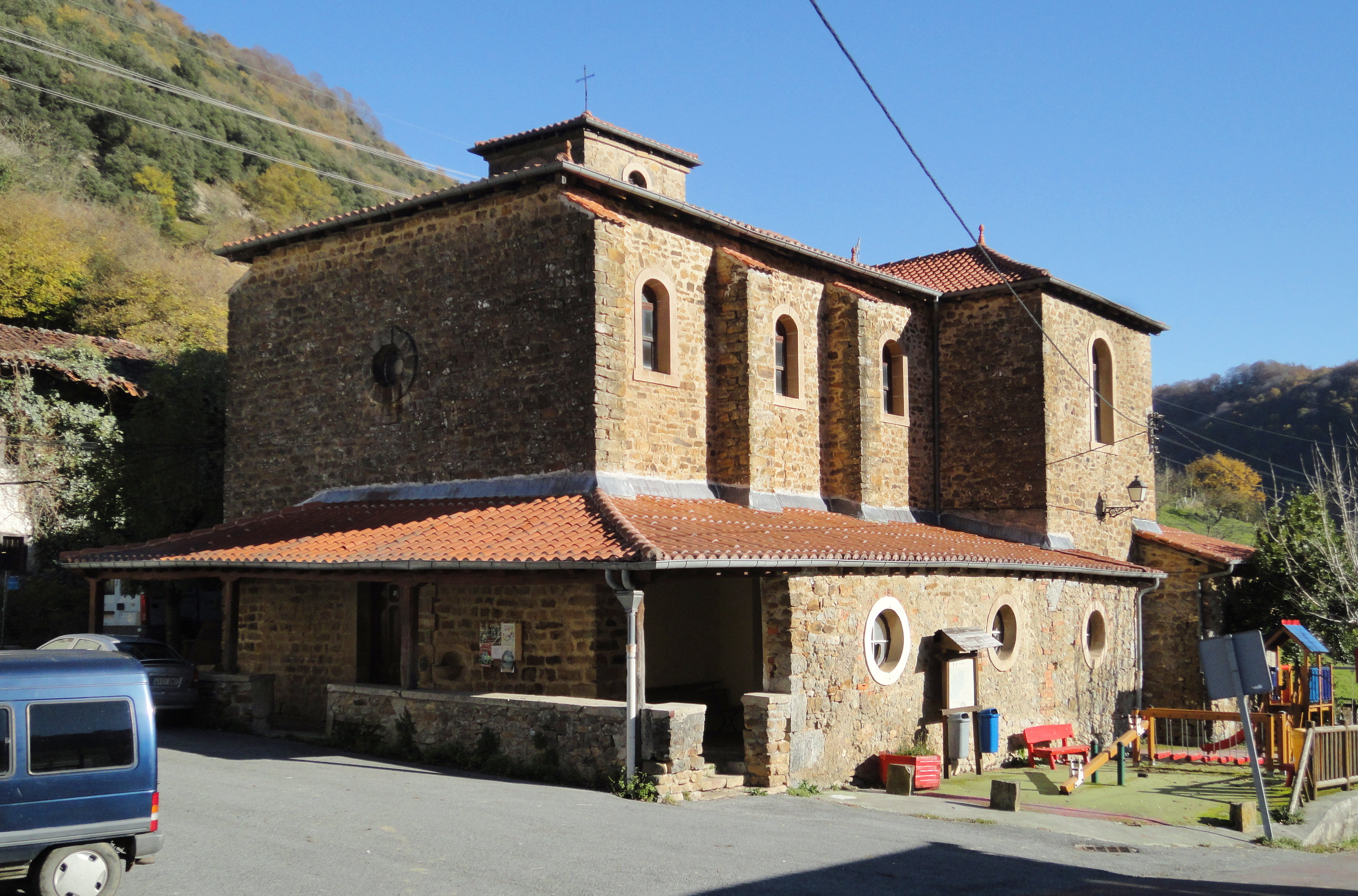
Isabellenkirche
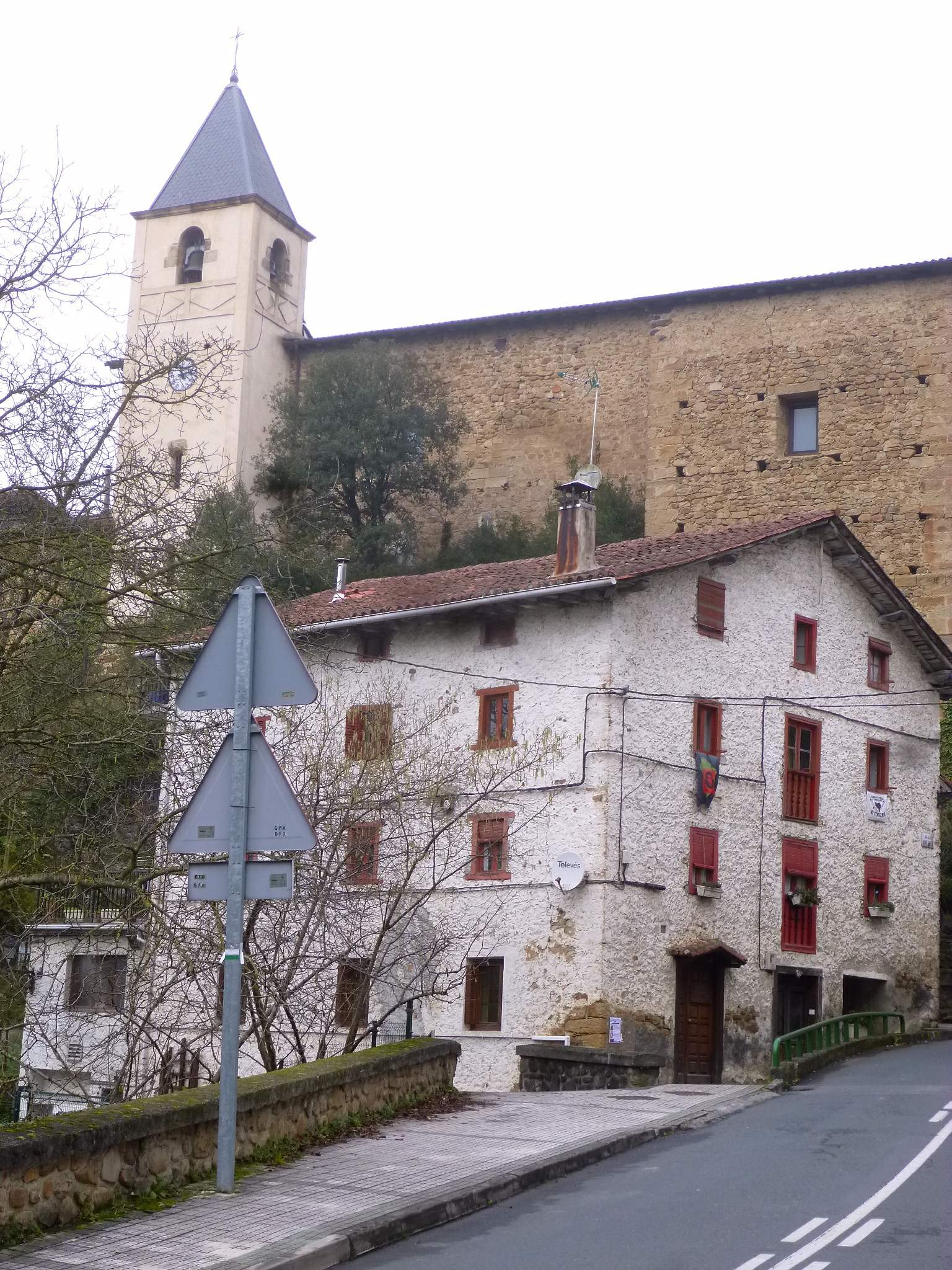
Gregoriuskirche
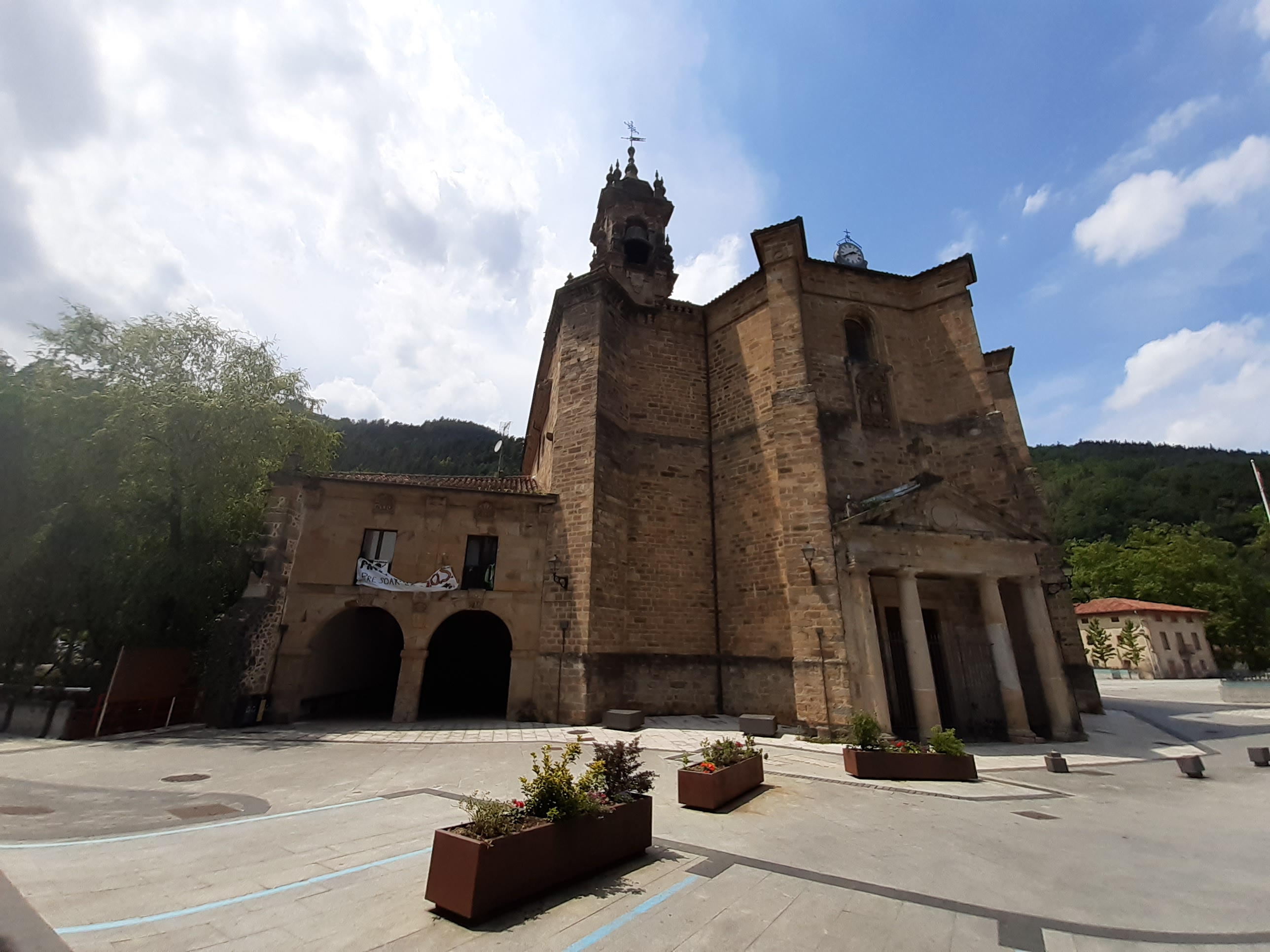
Martinskirche
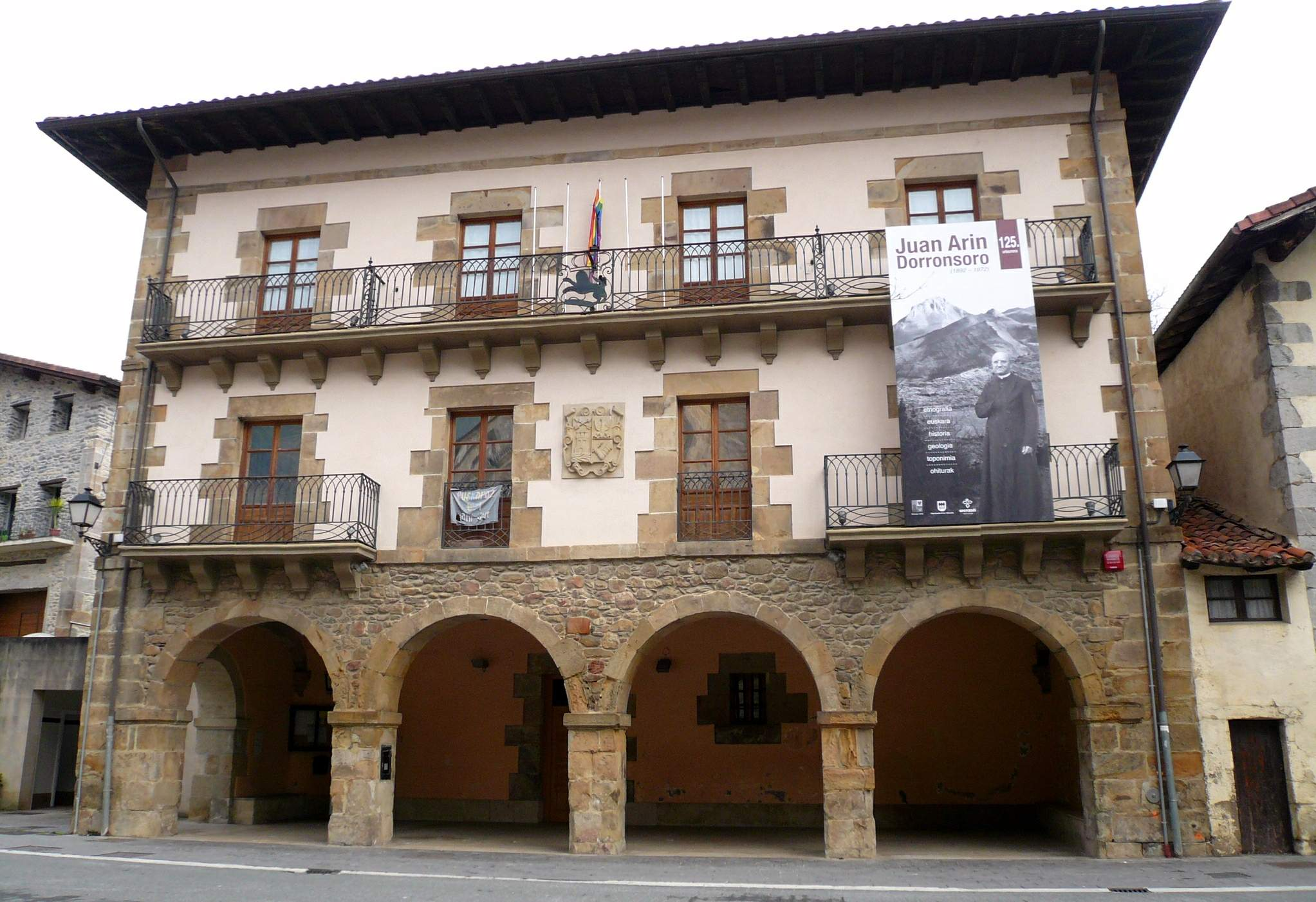
Rathaus

## Persönlichkeiten
- José Miguel de Barandiarán (1889–1991), Priester, Anthropologe und Archäologe
- Juan Carlos Yoldi (* 1963), Anwalt und Politiker, ehemaliges ETA-Mitglied
- Dionisio Galparsoro (* 1978), Radrennfahrer